# 上古卷轴VI
《上古卷轴VI》（暂定名称）是由贝塞斯达游戏工作室开发、贝塞斯达软件发行的动作角色扮演游戏。是上古卷轴系列的第六部正统作品。本作于2018年6月11日的贝塞斯达E3发布会上公布，预计将于Windows和Xbox主机上发售。